# Ротемил
Ротемил (њем. Rothemühl) општина је у њемачкој савезној држави Мекленбург-Западна Померанија. Једно је од 54 општинска средишта округа Икер-Рандов. Према процјени из 2010. у општини је живјело 333 становника. Посједује регионалну шифру (AGS) 13062051.

## Географски и демографски подаци
Ротемил се налази у савезној држави Мекленбург-Западна Померанија у округу Икер-Рандов. Општина се налази на надморској висини од 25 метара. Површина општине износи 30,5 km². У самом мјесту је, према процјени из 2010. године, живјело 333 становника. Просјечна густина становништва износи 11 становника/km².